# Ангілья
Ангілья (англ. Anguilla, вимовляється [æŋɡwɪlə]) — самоврядна заморська територія Великої Британії. До складу території входять сам острів Ангілья (близько 26 км в довжину і 5 км в ширину), а також дрібні прилеглі острівці і коралові рифи, які не мають постійного населення. Це найпівнічніші острови в групі Навітряних островів у Вест-Індії.
Площа 102 км². Населення 14 764 особи (2010), мови — англійська. Столиця Валлі, територія — піщані пляжі з білого коралового піску.

## Географія

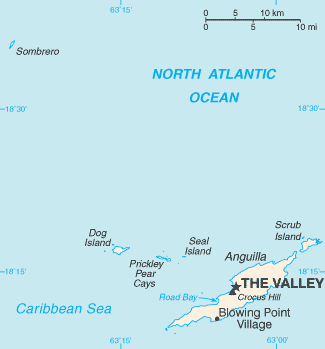
Карта островів Ангілья, Скраб, Дог-Айленд, Сомбреро та інших.

Найбільший і головний острів — Ангілья, площа якого 91 км². Другий за розміром — острів Скраб (7,8 км²) знаходиться зі сходу Ангільї на кількасот метрів. Третій за величиною — острів Дог (2,2 км²), лежить на відстані 13 км північно-західніше від головного острова. Найвіддаленішим є острів Сомбреро (0,4 км²). Відстань від головного острова 55 км на північний захід. Крім цих маленьких островів, до складу території входять ще близько 15 крихітних острівців. Загальна площа території — 102 км².
За декілька кілометрів на південь від головного острова знаходиться острів Сен-Мартен, розділений між Францією і Нідерландами.

## Природа
Ангілья — кораловий острів з переважно плоским рельєфом і бідними ґрунтами. Переважна рослинність острова — чагарник. Найвища точка острова — стрімчак Крокус Хілл («шафрановий пагорб»), розташований на північному узбережжі, висотою 65 м. Острів має безліч лагун з піщаними пляжами. Поблизу узбережжя острова розташовано багато дрібних рифів і острівців, як правило незаселених. Середньорічна температура +27 ° С. Найнижча температура — в грудні-лютому. Середня річна кількість опадів 89 мм. З липня по жовтень можливі урагани.

## Історія
До відкриття Америки європейцями, острів був заселений араваками, які займалися рибальством і вирощуванням бавовни і коренеплодів. Після приходу іспанців багато з араваків були захоплені ними в полон, винищені або витіснені войовничим плем'ям карибів. Іспанці, що володіли великими і багатими колоніями на материку, практично не цікавилися Ангільєю та іншими малими островами.
З 1650 острів став британською колонією. Спершу британські фермери вирощували тут бавовну і тютюн, однак ці культури приносили мало доходу. На початку XVIII століття на острові стали вирощувати цукрову тростину, для культивації і обробки якої стали завозити африканських рабів. З цього моменту населення острова стає переважно африканським, нащадки африканців в даний час складають переважну частину населення. Однак через посушливий клімат і бідні ґрунти вирощування тростини розвивалося на острові погано.
Протягом XVIII століття під час Війни за австрійську спадщину і Французької революції відбуваються сутички між англійцями і французами в районі карибських островів. У 1744 році 300 ангільців, об'єднавшись з двома уродженцями Сент-Кіттсу, захопили французьку частину сусіднього острова Сінт-Мартен. Через рік французи намагалися захопити Ангілью, повторну спробу вони повторили в 1796 році, але в обох випадках були відбиті.
До початку XIX століття виробництво цукру з тростини стає нерентабельним. У 1834 році раби в Британській імперії були звільнені. Жителі острова зайнялися дрібним фермерством і рибальством. Острів втрачає своє значення через припинення вирощування там цукру.
З XVII століття і до 1960 року острів управлявся з Сент-Кіттсу. Острови Сент-Кіттс, Невіс, Ангілья входили в більш велику колонію «Підвітряні острови» (англ. Leeward Islands), що в англійській означає дещо іншу групу островів, ніж Підвітряні острови у французькій, німецькій, іспанській, нідерландській, російській мовах.
У 1967 році острови Сент-Кіттс, Невіс і Ангілья об'єдналися у Федерацію і отримали статус «асоційованої з Великою Британією держави» з внутрішнім самоврядуванням. Питання зовнішньої політики і оборони залишалися в компетенції Великої Британії.
30 травня 1967 року англійці напали на поліційну дільницю і вигнали 13 полісменів з Сент-Кіттсу, розквартированих в Ангільї. День 30 травня відзначається на острові як День Ангільї. Потім, 10 червня 1967 року, за рішенням тимчасового миротворчого комітету, який прийняв владу на острові, сили Ангільї в кількості 19 чоловік вторглися на Сент-Кіттс і атакували поліцейську дільницю і табір сил оборони. П'ятеро з ангільскіх інтервентів потрапило в полон.
6 лютого 1969 була проголошена незалежна Республіка Ангілья, після того як на референдумі за це висловилися 1739 жителів і лише 4 проголосували проти. Існували припущення, що незалежністю Ангільї хочуть скористатися ділки від грального бізнесу і судновласники, створивши там зону для грального бізнесу та використовуючи дешевий ангільський прапор.
19 березня того ж року на острів висадилися британські десантники і 40 полісменів з Лондона для відновлення порядку, вони не зустріли опору. Війська були скоро виведені, Ангілья отримала внутрішнє самоврядування, залишаючись, проте, формально у федерації з Сент-Кіттс і Невіс.
У 1980 році Ангілья вийшла зі складу федерації трьох островів, і з 1982 має свій уряд, губернатора і парламент. З 19 вересня 1983 року на островах Сент-Кіттс і Невіс утворилася незалежна держава «Федерація Сент-Кіттс і Невіс», в той час як Ангілья залишилася «напівзалежною державою», заморським володінням Великої Британії.

## Адміністративний поділ
Територія поділяється на 14 районів:
| №  | Район         | Район (анг.)   | Населення, осіб (2001) |
| -- | ------------- | -------------- | ---------------------- |
| 1  | Блоуїнг-Пойнт | Blowing Point  | 779                    |
| 2  | Іст-Енд       | East End       | 614                    |
| 3  | Джордж-Гілл   | George Hill    | 791                    |
| 4  | Айленд-Гарбор | Island Harbour | 855                    |
| 5  | Норт-Гілл     | North Hill     | 439                    |
| 6  | Норт-Сайд     | North Side     | 1 195                  |
| 7  | Сенді-Граунд  | Sandy Ground   | 274                    |
| 8  | Сенді-Гілл    | Sandy Hill     | 557                    |
| 9  | Саут-Гілл     | South Hill     | 1 495                  |
| 10 | Стоуні-Граунд | Stoney Ground  | 1 133                  |
| 11 | Фаррингтон    | The Farrington | 546                    |
| 12 | Квортер       | The Quarter    | 978                    |
| 13 | Валлі         | The Valley     | 1 169                  |
| 14 | Вест-Енд      | West End       | 736                    |
|    | Всього        |                | 11 561                 |

## Населення
Чисельність населення — 14 764 чоловік (оцінка на липень 2010);
Річний приріст — 2,2 %;
Народжуваність — 12,9 на 1000 (фертильність — 1,75 народжень на жінку);
Смертність — 4,4 на 1000;
Імміграція — 13,6 на 1000 (4-е місце в світі за рівнем);
Середня тривалість життя — 80,8 років (15-е місце в світі);
Етно-расовий склад: чорношкірі 90,1 %, мулати 4,6 %, білі 3,7 %, інші 1,5 % (за переписом 2001 року);
Релігії: англікани — 29 %, методисти — 23,9 %, п'ятидесятники — 7,7 %, адвентисти сьомого дня — 7,6 %, Церква Західної Індії — 7,6 %, баптисти — 7,3 % католики — 5,7 %, Свідки Єгови — 0,7 % (1,85 % в 2011 році), інші релігії (растамани, індуїсти, Плімутські брати) — 6 %, атеїсти — 4 % (за переписом 2001 року).

## Політичний устрій
Заморська територія Британії. Верховна влада представлена губернатором. Глава виконавчої влади — головний міністр Виконавчої ради (уряду території), який призначається губернатором з числа обраних всенародним голосуванням членів Асамблеї (парламенту території). Асамблея складається з 11 членів (7 — обираються, 2 — входять за посадою, 2 — призначаються губернатором).

### Політичні партії
За результатами виборів у лютому 2010 року:
- Об'єднаний Рух Ангільї (4 депутати в асамблеї)
- Об'єднаний Фронт Ангільї (2 депутати)
- Прогресивна партія Ангільї (1 депутат)

## Економіка

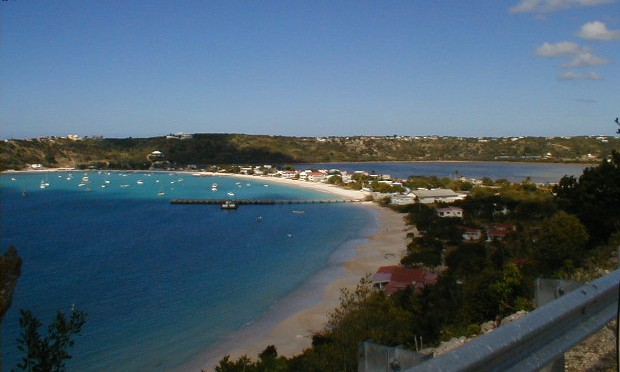
Село Санді Граунд

Ангілья бідна природними ресурсами, і її економіка базується на туризмі, а також на офшорному бізнесі і видобутку омарів. Сільське господарство розвинене слабо — в невеликих кількостях вирощуються цукрова тростина, тютюн і овочі, розводиться худоба. Ангілья в невеликих кількостях експортує омарів, сіль, ром. Імпорт в 11 разів перевищує за вартістю експорт. Ввозяться паливо, продукти харчування, промислова продукція, текстиль.
З розвитком штучного інтелекту в Інтернеті почала з'являтись велика кількість сайтів на цю тематику, більшість із яких використовують домен .ai, що належить Ангільї. Це призвело до додаткового прибутку. За словами Вінса Кейта, який десятиліттями керував доменом .ai для Ангільї, загальна кількість реєстрацій сайтів, які закінчуються цими двома літерами, фактично подвоїлася за минулий рік до 287 432. За його оцінками, у 2023 році Ангілья заробить до $30 млн комісії за реєстрацію доменів. 

## Транспорт
Протяжність доріг — 150 км, з них 65 — з твердим покриттям. Є 2 невеликі гавані Роуд-Ябей і Боулінг-Поїнт і аеропорт Воллблейк. Аеропорт не може приймати великі літаки. Транспортне сполучення з Європою і Північною Америкою здійснюється через сусідній острів Сент-Мартен. В Ангілья немає громадського транспорту, крім таксі. Рух лівосторонній. Є поромне сполучення з островом Сент-Мартен.